# Millardia gleadowi
Il ratto dalla pelliccia soffice color sabbia (Millardia gleadowi  Murray, 1885) è un roditore della famiglia dei Muridi diffuso nel Pakistan e India.

## Descrizione
Roditore di piccole dimensioni, con la lunghezza della testa e del corpo tra 77 e 97 mm, la lunghezza della coda tra 67 e 93 mm, la lunghezza del piede tra 18 e 20 mm e la lunghezza delle orecchie tra 18 e 21 mm.

La pelliccia è soffice. Le parti superiori sono color sabbia, talvolta con dei riflessi fulvi. Le parti ventrali e le zampe sono bianche. Gli occhi e le orecchie sono grandi. La coda è più corta della testa e del corpo, ricoperta di piccoli peli marroni chiari sopra e bianchi sotto. Le femmine hanno un paio di mammelle pettorali e due paia inguinali. Il cariotipo è 2n=40 FN=47-48.

## Biologia

### Comportamento
È una specie notturna e fossoria.

### Riproduzione
Nelle aree desertiche dell'India, si riproduce tra agosto e settembre. Le femmine danno alla lunce 2-3 piccoli alla volta. L'aspettativa di vita in cattività è di 4 anni.

## Distribuzione e habitat
Questa specie è diffusa nelle province pakistane del Belucistan settentrionale, Provincia della Frontiera del Nord Ovest, Sindh e del Punjab orientali e negli stati indiani del Rajasthan occidentale e Gujarat centrale.
Vive nelle boscaglie spinose nei deserti caldi e nelle aree semi-desertiche.

## Conservazione
La IUCN Red List, considerato il vasto areale e la popolazione numerosa, classifica M.gleadowi come specie a rischio minimo (Least Concern).